# Chiara Olivieri
Chiara Olivieri (Negrar, 9 settembre 1979) è una giocatrice di curling italiana, atleta del Curling Club Tofane.

## Nazionale
Il suo esordio con la nazionale italiana junior femminile di curling è stato il campionato mondiale junior di gruppo B del 2001, disputato a Tårnby, in Danimarca: in quell'occasione l'Italia si piazzò al terzo posto, ma poiché si trattava del gruppo B fu l'equivalente del tredicesimo posto mondiale.
Nel 2001 entra nella formazione della nazionale assoluta con cui ha partecipato a tre mondiali ed a cinque europei.
Nel 2006 ha fatto parte della nazionale italiana misti di curling, vincendo una medaglia d'argento al campionato europeo misti di curling disputato a Claut (Italia). Questo è il miglior mai ottenuto dalla nazionale italiana misti di curling e il miglior risultato dell'atleta. Oltre a questo Chiara ha preso parte ad altri due europei misti.
Nel 2015 con il Curling Club Tofane è riuscita a vincere L'Europeo divisione B e a battere la Norvegia (7ª divisione A) qualificandosi così per il Mondiale dopo 2 anni di assenza dal massimo circuito.
In totale Chiara 97 vanta presenze in azzurro, di cui 76 partite con la nazionale assoluta.
CAMPIONATI:
Nazionale assoluta: 76 partite
- Mondiali
  - 2004 Gävle ( Svezia) 9°
  - 2012 Lethbridge ( Canada) 10°
  - 2013 Riga ( Lettonia) 10°
  - 2016 Swift Current ( Canada) 12°
- Europei
  - 2001 Vierumäki ( Svezia) 11°
  - 2002 Grindelwald ( Svizzera) 11°
  - 2003 Courmayeur ( Italia) 5°
  - 2011 Mosca ( Russia) 6°
  - 2012 Karlstad ( Svezia) 6°
  - 2015 Esbjerg ( Danimarca ) 11° (1ª Divisione B)

Nazionale junior: 5 partite
- Mondiali junior gruppo B
  - 2001 Tårnby ( Danimarca) 3° (13° mondiale)

Nazionale misti: 16 partite
- Europei misti
  - 2006 Claut ( Italia) 2° 
  - 2010 Greenacres ( Scozia) 21°
  - 2011 Copenaghen ( Danimarca) 6°

### Percentuale di gioco
Il campionato in cui è registrata la miglior prestazione di Chiara con la squadra nazionale è il mondiale del 2016 disputato a Swift Current. In questo campionato giocò con una percentuale media di precisione del 78%, toccando il massimo nella partita contro il Canada (perso 5-4) dove la precisione è stata poco superiore al 90%. Il campionato con la peggiore prestazione registrata è il mondiale del 2004 a Gävle. In questo campionato giocò con una percentuale media di precisione del 67%, toccando il minimo nella partita contro il Giappone (persa 7-10) dove la precisione è stata del 63%.
- 2004 mondiale di Gävle, precisione: 67% (lead: 63%, second: 70%)
- 2011 europeo di Mosca, precisione: 72% (second)
- 2012 mondiale di Lethbridge, precisione: 76% (second)
- 2012 europeo di Karlstad, precisione: 74% (second)
- 2013 mondiale di Riga, precisione: 76% (second)
- 2016 mondiale di Swift Current, precisione: 78% (second)

## Campionati italiani
Chiara ha preso parte ai campionati italiani di curling inizialmente con il Curling Club New Wave poi con il Curling Club Tre Cime ed il Curling Club 66 Cortina. Attualmente gioca con il Curling Club Tofane. Chiara è stata 9 volte campionessa d'Italia:
- Campionato italiano assoluto:
- Campionato italiano junior:
- Campionato italiano misto:

## Altro
Chiara è sorella del giocatore di curling Lorenzo Olivieri.